# كونور داوني
كونور داوني (بالإنجليزية: Conor Downey)‏ (12 مارس 1982 في المملكة المتحدة - ) هو لاعب كرة قدم بريطاني في مركز الوسط. لعب مع ليسبورن ديستليري ونادي كليفتونفيل ونادي لينفيلد وCarrick Rangers F.C. ‏ وDonegal Celtic F.C. ‏ وNewry City F.C. ‏ ونادي بيليمينا يونايتد.

## وصلات خارجية
- كونور داوني على موقع قاعدة بيانات كرة القدم.إي يو (الإنجليزية)